# Split Mountain
Split Mountain je hora na východě Kalifornie, v jihovýchodní části pohoří Sierra Nevada. Náleží do horské skupiny Palisades. Nachází se přibližně 50 km severně od nejvyšší hory pohoří Sierra Nevada, Kalifornie a Spojených států amerických bez Aljašky Mount Whitney.
Název hory značí, že Split Mountain má dva vrcholy.
Ve vrcholové východní části jsou rovněž na hoře viditelná dvě odlišná zabarvení hornin. Severní hřeben tvořený granodioritem je tmavší, zatímco přední, jižní část tvořená leukogranitem je světlejší.

## Geografie
Split Mountain leží na východní hranici Národního parku Kings Canyon. Východně se nachází údolí Owens Valley a pohoří Inyo Mountains. Severovýchodně přes údolí pohoří leží White Mountains.